# Eilema pseudofasciata
Eilema pseudofasciata là một loài bướm đêm thuộc phân họ Arctiinae, họ Erebidae.